# Argyresthia semiflavella
Argyresthia semiflavella is een vlinder uit de familie van de pedaalmotten (Argyresthiidae). De wetenschappelijke naam van de soort werd in 1882 gepubliceerd door Christoph.